# Iso Kern
Iso Kern (* 3. Oktober 1937 in Bern) ist ein Schweizer Philosoph mit Schwerpunkt Chinesische Philosophie.

## Leben
Nach dem Abitur am Städtischen Gymnasium studierte Kern von 1956 bis 1960 Philosophie, zunächst drei Jahre am Institut Supérieur de Philosophie der Université catholique de Louvain in Belgien und dann das vierte Jahr an der Albert-Ludwigs-Universität in Freiburg im Breisgau. In Louvain (Löwen) wurde er im Oktober 1961 mit der Dissertation über Husserls Verhältnis zu Kant und zum Neukantianismus promoviert.
Von Februar 1962 bis zum Herbst 1971 arbeitete Kern im Husserl-Archiv Leuven an der Herausgabe der Texte zur phänomenologischen Theorie der Intersubjektivität aus Husserls stenografischem Nachlass. In dieser Zeit studierte Kern von 1963 bis 1965 die chinesische Umgangssprache am Sinologischen Institut der Universität Leuven.
1972 ging Iso Kern nach Heidelberg. Dort habilitierte er sich im Juli 1973 an der Ruprecht-Karls-Universität mit der Schrift Idee und Methode der Philosophie. Leitgedanken für eine Theorie der Vernunft. Bis zum Ende des Wintersemesters 1978/79 lehrte Kern als beamteter Dozent Philosophie an der Universität Heidelberg. Zum 1. April 1979 hatte er seinen unbefristeten Dienstvertrag gekündigt, um sich der chinesischen Philosophie widmen zu können.
Bis Oktober 1984 war Iso Kern für Studienzwecke an der Nationaluniversität Taiwan, an der Columbia University in New York City sowie an den Philosophischen Instituten der Universitäten von Nanjing und Peking. Nach seiner Rückkehr in die Schweiz übernahm Kern Lehraufträge für Chinesische Philosophie an den Universitäten Zürich und Fribourg.
Ab 1985 lehrte Iso Kern sodann an der Universität Bern über Daoismus, Konfuzianismus und Buddhismus in China. 1995 erhielt er die Ernennung zum Titularprofessor.
Iso Kern ist in China bekannt für seine Publikationen über den chinesischen Philosophen Wang Yangming (Wang Shouren, 1472–1529). Gemäss Medienberichten sei dieser in den letzten Jahren zu einem sehr populären kulturellen Symbol in der zeitgenössischen chinesischen Kultur geworden. Dies weil der chinesische Staatspräsident Xi Jinping ein Bewunderer dessen Philosophie sei.
Kern lebt mit seiner chinesischen Frau in Krattigen am Thunersee.

## Veröffentlichungen

### Monografien
- Husserl und Kant. Eine Untersuchung über Husserls Verhältnis zu Kant und zum Neukantianismus. Dissertation 1961. (Phaenomenologica Band 16). Nijhoff, Den Haag 1964, ISBN 90-247-0249-6.
- Idee und Methode der Philosophie. Leitgedanken für eine Theorie der Vernunft. de Gruyter, Berlin 1975, ISBN 3-11-004843-4.
- Buddhistische Kritik am Christentum im China des 17. Jahrhunderts, Schweizer Asiatische Studien, Monographien Bd. 11, 1992
- Edmund Husserl. Darstellung seines Denkens. Gemeinsam mit Rudolf Bernet und Eduard Marbach. Meiner, Hamburg 1996
- Das Wichtigste im Leben. Wang Yangming (1472–1529) und seine Nachfolger über die «Verwirklichung des ursprünglichen Wissens». Schwabe, Basel 2010, ISBN 978-3-7965-2514-8.
- Der gute Weg des Handelns. Versuch einer Ethik für die heutige Zeit, Schwabe Verlag, Basel 2020, ISBN 978-3-7965-4074-5 (Print), ISBN 978-3-7965-4158-2 (E-Book, PDF).
- Phänomenologie der Intersubjektivität und metaphysische Monadologie: Zu einer Synthese von Husserl und Leibniz.Schwabe Verlag, Basel 2020, ISBN 978-3-7965-4385-2.
- Die Religion von Philosophen. Konfuzius, Sokrates, Epiktet, Montaigne, Pascal, Schwabe Verlag, Basel 2021, ISBN 978-37965-4230-5 (Print), ISBN 978-3-7965-4284-8 (E-Book, PDF).
- Erinnerung – Personale Einheit – Reflexion. Drei philosophische Studien, Schwabe Verlag, Basel 2021, ISBN 978-3-7965-4254-1 (Print), ISBN 978-3-7965-4285-5 (E-Book, PDF).
- Was ist Vernunft? Schwabe Verlag, Basel 2021, ISBN 978-3-7965-4462-0.
- Wie sich die Vernunft im Humor zeigt: Beispiele aus der Kunst und dem gewöhnlichen Leben.Schwabe Verlag, Basel 2022, ISBN 978-3-7965-4616-7.

### Herausgeberschaft
- Edmund Husserl: Zur Phänomenologie der Intersubjektivität. Texte aus dem Nachlass. Erster Teil: 1905–1920. (Husserliana Band 13). Springer, Berlin 1973, ISBN 90-247-5028-8.
- Edmund Husserl: Zur Phänomenologie der Intersubjektivität. Texte aus dem Nachlass. Zweiter Teil: 1921–1928. (Husserliana Band 14). Springer, Berlin 1973, ISBN 90-247-5029-6.
- Edmund Husserl: Zur Phänomenologie der Intersubjektivität. Texte aus dem Nachlass. Dritter Teil: 1929–1935. (Husserliana Band 15). Springer, Berlin 1973, ISBN 90-247-5030-X.

## Quelle
- Eduard Marbach: Iso Kern – ein Vermittler zwischen den Kulturen. In: Information Philosophie. Band 2, 2013, S. 32–41.